# Museo della città di Mérida
Il Museo della città di Mérida (Museo de la Ciudad de Mérida in spagnolo) è il museo civico di Mérida, in Messico. Al suo interno sono esposte numerose testimonianze dello sviluppo della città. Lo stesso edificio che ospita il museo è un palazzo storico che risale all'epoca del Porfiriato, quando era il palazzo federale delle poste.

## Storia
La corrente sede del museo cittadino costituisce un elemento di grande importanza per Mérida, non solo per la sua architettura che si distingue dagli edifici circostanti, ma per il suo valore storico. Questo palazzo federale fu inaugurato verso la fine del Porfiriato, il 5 maggio 1908, sotto il mandato del governatore Enrique Muñoz Arístegui, e al suo interno furono installati gli uffici di poste, telegrafo e tribunale. Progettato e costruito dall'ingegnere militare Salvador Echegaray, si distingue per il suo stile neoclassico con un tocco di stile francese. In onore del proprio passato all'interno del museo sono esposti alcuni oggetti del periodo in cui il palazzo serviva come ufficio postale.

## Collezione
Il museo ospita una collezione permanente di circa 150 oggetti di valore storico per la città, che si spingono indietro nel tempo fino ad alcuni oggetti archeologici. Tutti i pezzi del museo sono distribuiti all'interno di quattro sale principali.

### Mérida preispanica
Contiene molti pezzi provenienti dall'antica Mérida, antecedenti alla conquista spagnola, inclusi reperti della civiltà Maya.

### La colonia o Mérida novoispanica
In questa sala sono conservati reperti che risalgono all'epoca della fondazione della città moderna, durante la colonizzazione spagnola, dagli oggetti di uso quotidiano dell'epoca agli armamenti.

### Mérida nel XIX secolo e agli albori del XX
Qui si trovano testimonianze dello sviluppo della città e della sua economia. Altri oggetti mostrano il periodo di prosperità delle haciendas, l'istruzione e la politica del tempo.

### XX secolo
Nell'ultima sala sono esposti oggetti della Mérida contemporanea, ponendo un particolare accento sulle tradizioni locali.